# 香島印染
香島印染有限公司（除牌當時為0172.HK）-- 前香港交易所主版上市公司，創辦於1964年，主要業務生產印染及紡織等，以及物業投資。其中主要香港成為收入來源，當時由日本伊藤忠旗下公司。
1999年，由於工廠進行拆卸，改為住宅用途，於是長江實業和添發慶豐收購，更名為長發建業，到現時為金榜集團。

## 外部連結
- 金榜集團資料 （页面存档备份，存于）